# Старый Двор (Вологодская область)
Старый Двор — деревня в Тарногском районе Вологодской области.
Входит в состав Тарногского сельского поселения (с 1 января 2006 года по 8 апреля 2009 года входила в Шебеньгское сельское поселение), с точки зрения административно-территориального деления — в Шебеньгский сельсовет.
Расстояние до районного центра Тарногского Городка по автодороге — 13 км. Ближайшие населённые пункты — Шершуковская, Филистевская, Пестеревская, Горка, Югра.
По переписи 2002 года население — 80 человек (35 мужчин, 45 женщин). Преобладающая национальность — русские (99 %).